# Bestiari popular català

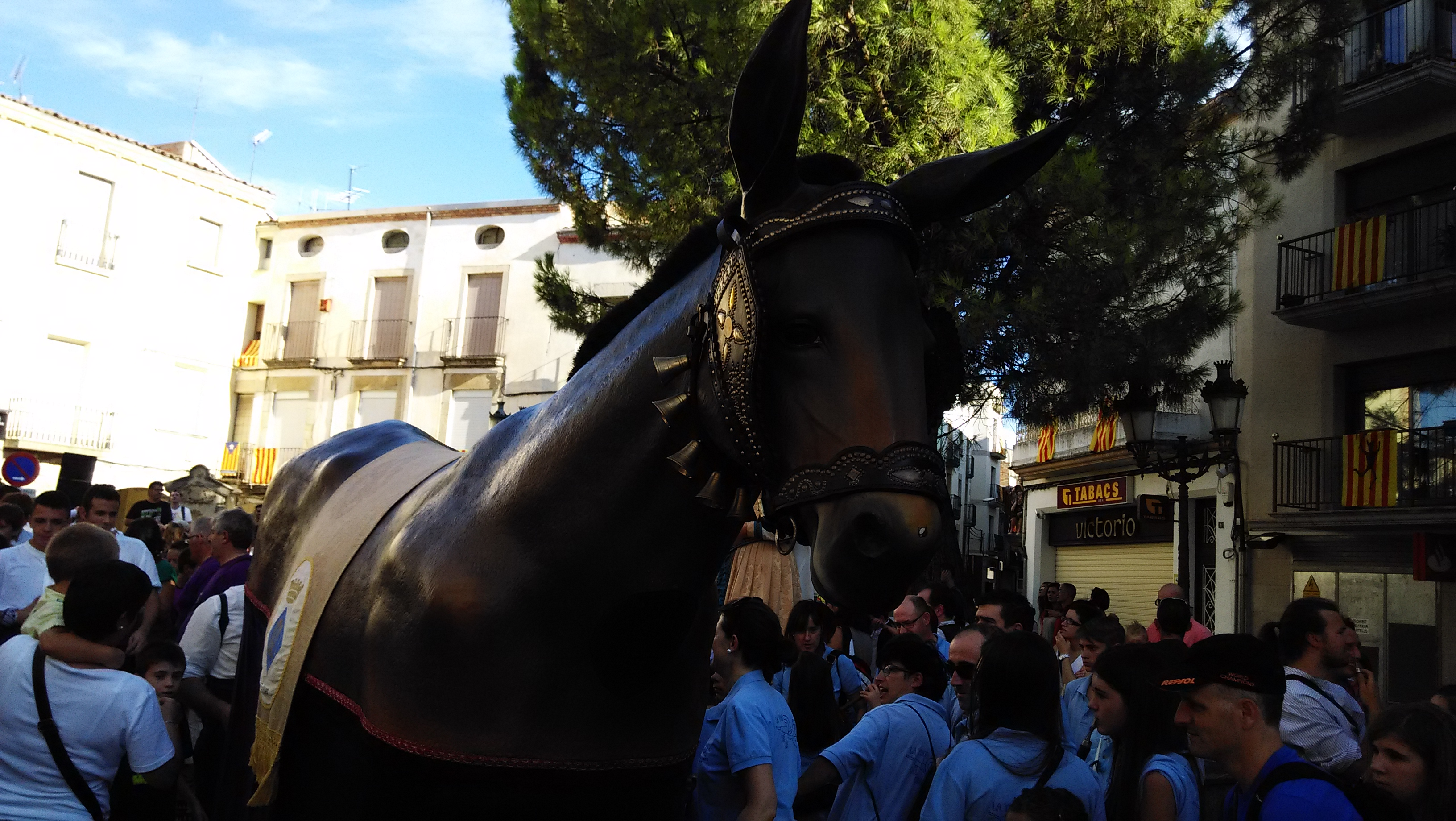
mulassa de falset

El bestiari popular català és el nom que rep el conjunt de figures que representen animals reals o fantàstics que són exhibits en les festes locals dels Països Catalans en processons, cercaviles, balls, etc. Tenen el seu origen en el teatre medieval de les processons de Corpus Christi, evolucionant i adquirint entitat pròpia en cercaviles i balls de diables, entre d'altres. El 24 de novembre ha estat establert com a "Dia Europeu del Bestiari Festiu".

## Història
Si bé algunes d'aquestes representacions animals poden tenir un origen atàvic, com és el cas del drac, no n'hi ha cap constància fins a l'aparició de la festa de Corpus. La participació de figures animals en la processó de Corpus –formant part d'escenes de l'hagiografia o de la història sagrada, primer, i més endavant bo i soles– deixà una interessant documentació que ens permet de seguir-ne el rastre en el temps i l'evolució dins la festa.
Acabada la dictadura franquista, la recuperació del carrer com a espai lúdic va contribuir a crear noves figures arreu del país, un fenomen que encara dura. Cal remarcar que, a banda la recuperació dels bestiaris considerats tradicionals, aquest àmbit festiu ha impulsat processos de creació molt interessants que s'han materialitzat en la construcció de figures d'alt nivell preciosista i imaginatiu.

## Aparicions
Una de les festes més conegudes on són presents és la Patum de Berga, que se celebra la setmana del Corpus, declarada el 2005 «Obra Mestra del Patrimoni Oral i Immaterial de la Humanitat» per la UNESCO. També són presents a la Festa del Corpus i al Carnaval de Solsona (festa d'interés turístic nacional), el Seguici Popular de la Ciutat de Barcelona per les festes de la Mercè, les Festes de Santa Eulàlia i el Corpus, i en festes majors com les de Santa Tecla de Tarragona, Sant Fèlix de Vilafranca del Penedès, i festes d'altres tipus arreu del país.

## Bèsties
Hi ha dues tipologies diferenciades de figures: les bèsties que representen animals reals i les que representen animals de tipus mitològic o fantàstic. Classificar el bestiari és complex, perquè n'hi ha una gran diversitat. L'Agrupació de Bestiari Festiu i Popular de Catalunya, que és l'entitat federativa de referència, organitza els elements del bestiari en aquests grups: foc, protocol, cavallets, animació i infantil. El fet de pertànyer a un tipus de bestiari no és excloent, és a dir, una bèstia pot compartir diverses categories.

### Bestiari del foc
El bestiari de foc és el grup de figures, carcasses o elements corporis i protèsics de formes zoomòrfiques que fan ús d'artefactes pirotècnics. Generalment, aquestes figures tenen una fesomia fantàstica, i la més representada és el drac. Tot amb tot, avui dia veiem creacions de més figures de l'imaginari que tenen a veure amb la identitat d'un barri o del territori o associació a què pertanyen. L'origen d'aquest bestiari cal cercar-lo en la processó de Corpus, on, de primer, formava part d'escenes de l'hagiografia o de la història sagrada i, més endavant, va participar en solitari en les processons.
Acabada la dictadura franquista, la recuperació del carrer com a espai lúdic va propiciar la creació de noves figures arreu del país, un fenomen que encara dura. Cal remarcar que, a banda la recuperació dels bestiaris considerats tradicionals, aquest àmbit festiu ha impulsat processos de creació molt interessants que s'han materialitzat en la construcció de figures d'un alt nivell preciosista i imaginatiu.

### Animals reals
- Àliga: Considerada la senyora de totes les aus i associada pel cristianisme a sant Joan.[8]
- Bou, símbol del camp, de la tenacitat i l'esforç, lligat a l'evangelista Sant Lluc.
- Camell
- Gall
- Lleó, símbol de força i poder, lligat a l'evangeli de Sant Marc.[8]
- Mulassa com el bou símbol del camp
- Porc
- Xot eurasiàtic, xut o mussol
- Senglar
- Ratpenat

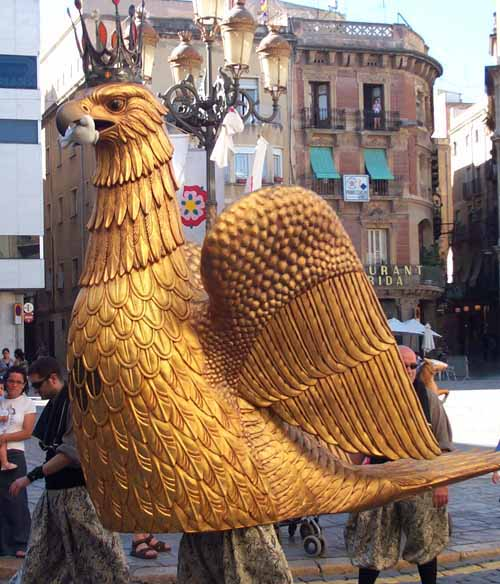
Àliga (Aguila de Reus)
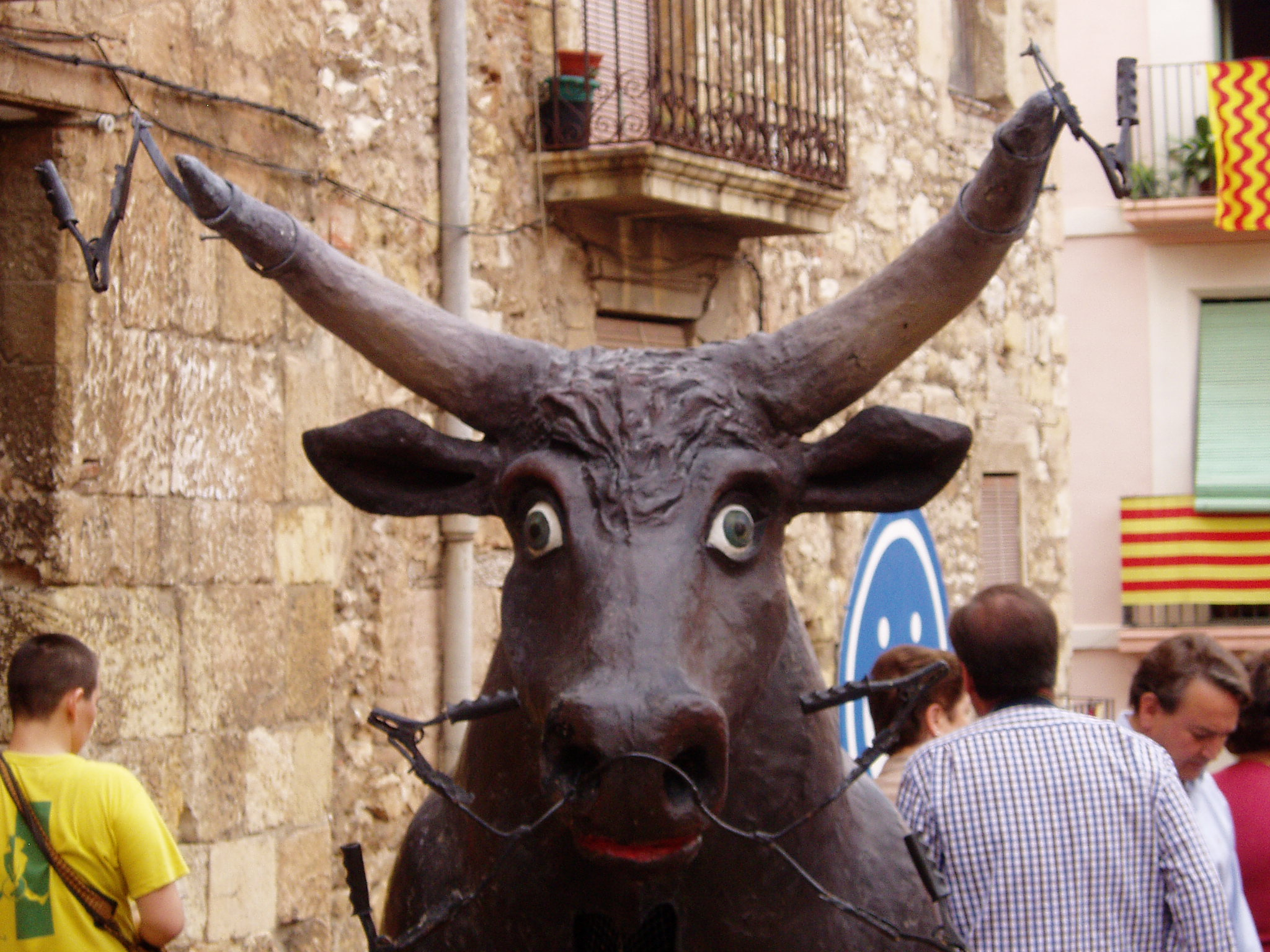
Bou (Bou de Tarragona)
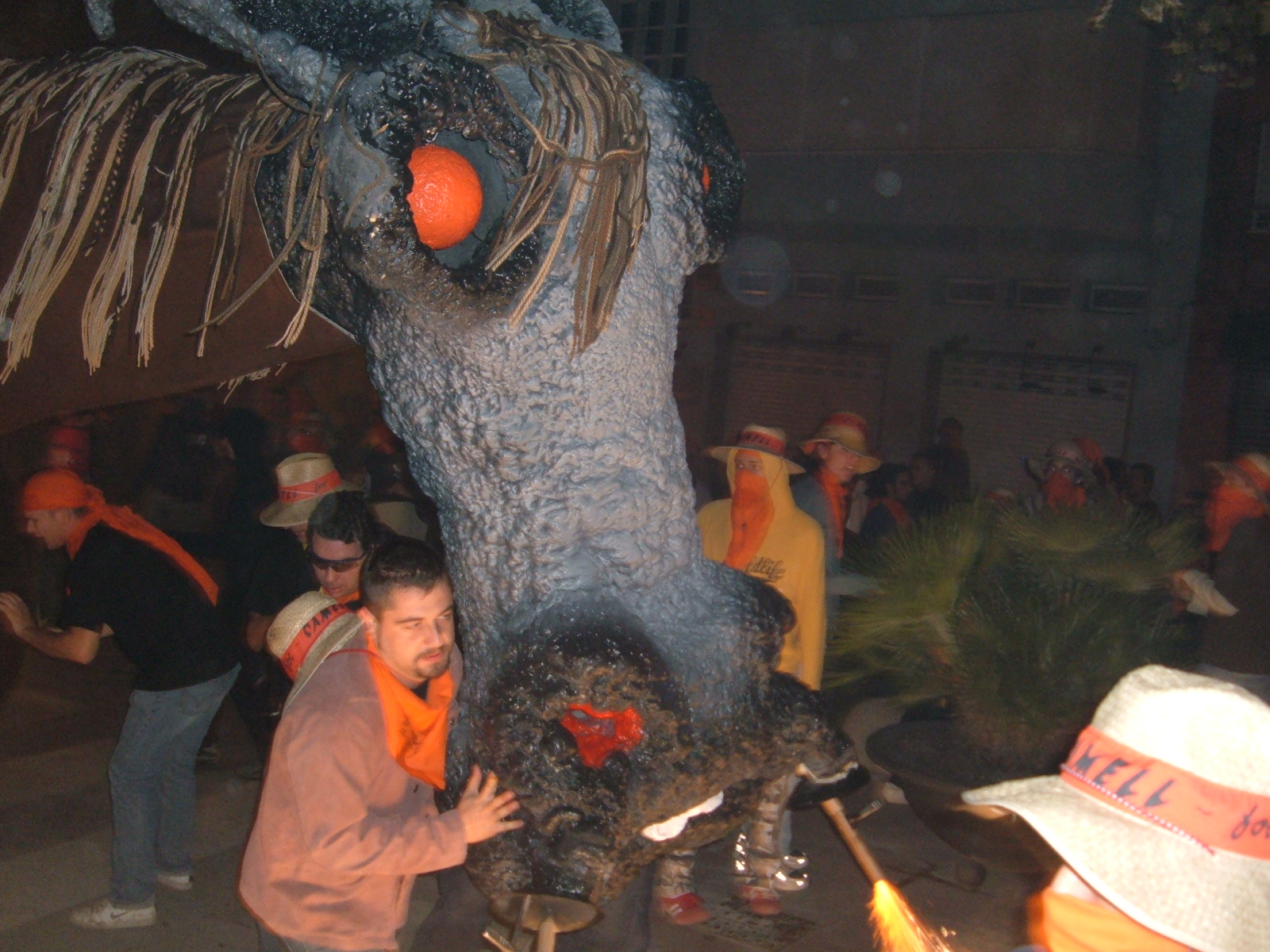
Camell (Camell de Molins de Rei)
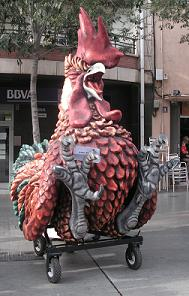
Gall (Pollo del Prat de Llobregat)
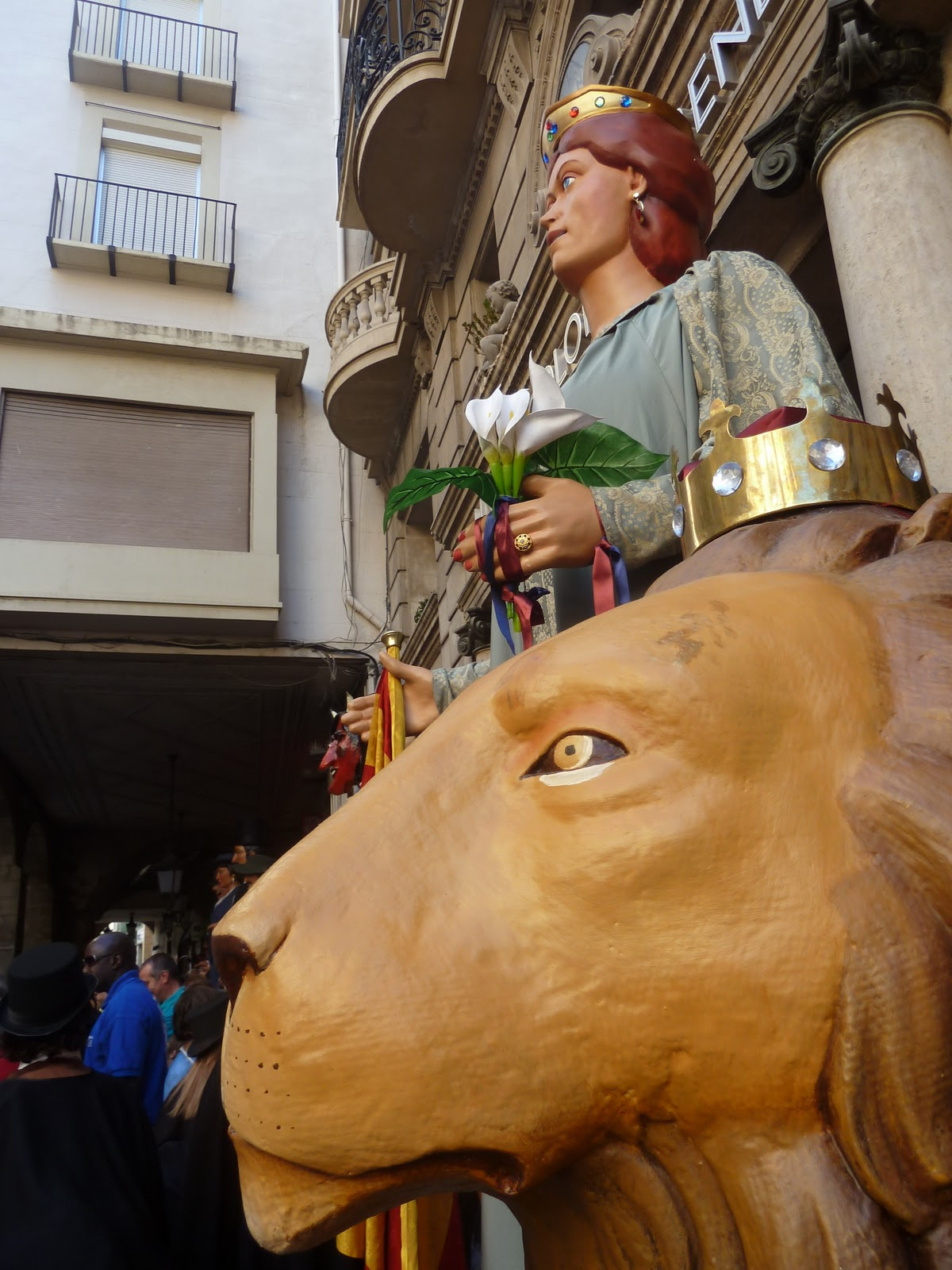
Lleó (Lleó de Lleida)
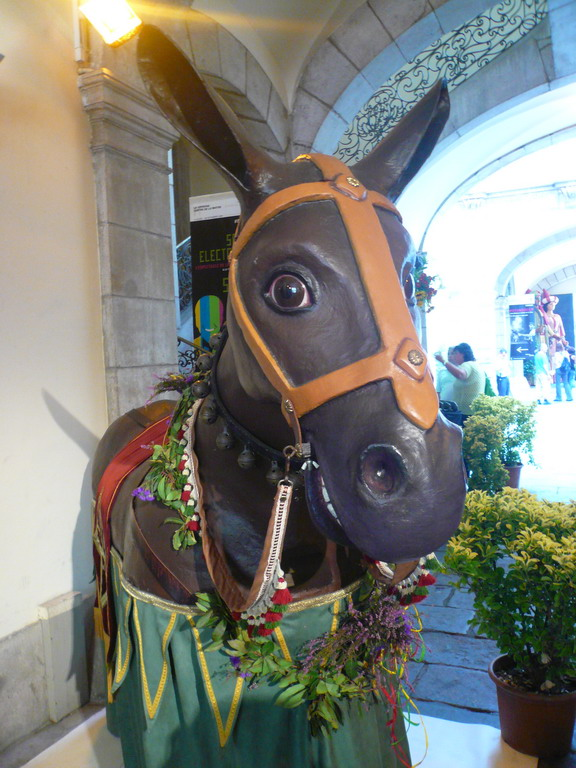
Mulassa (Mulassa de Barcelona)
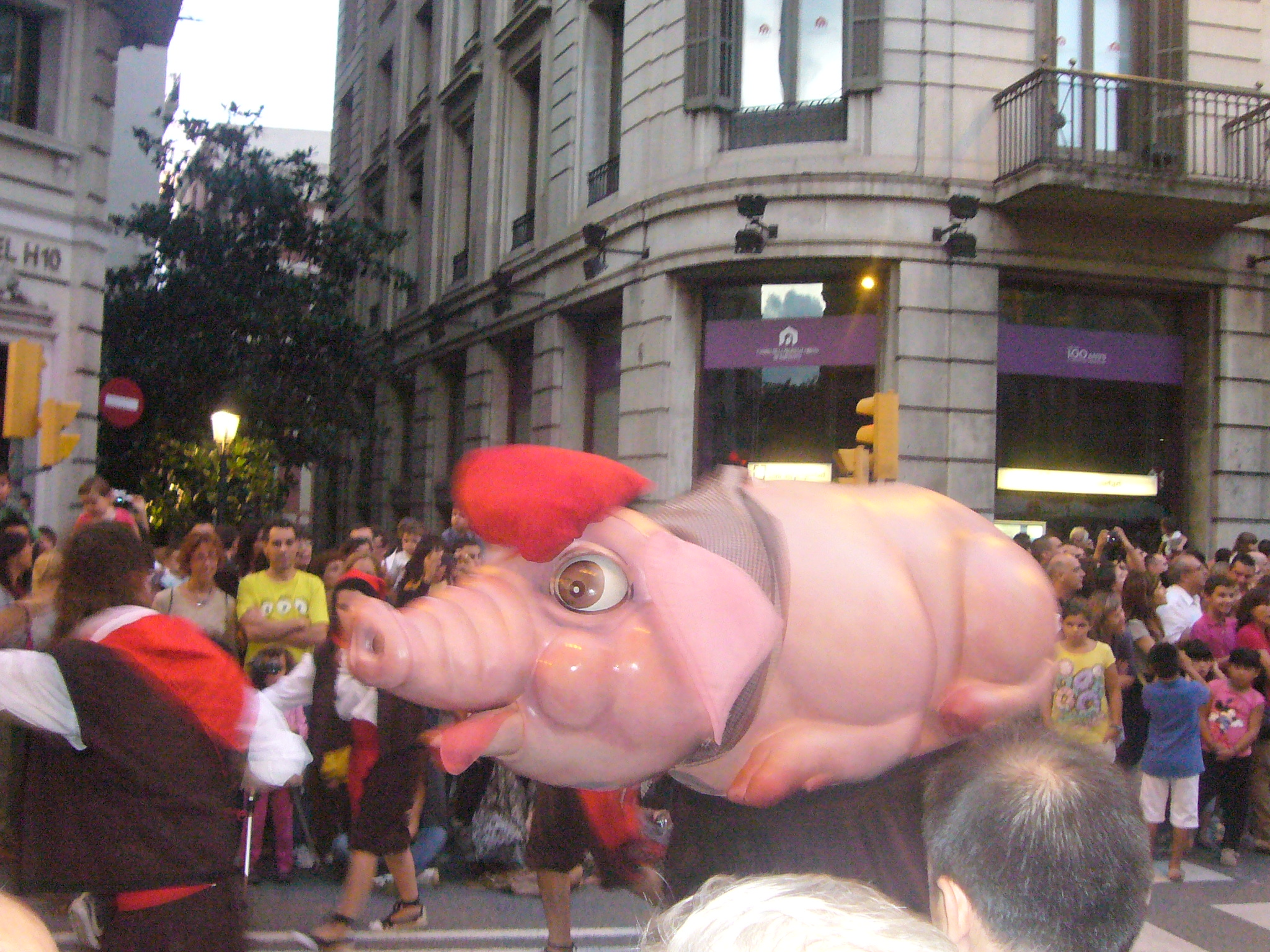
Porc (“Tossino” de Tàrrega)
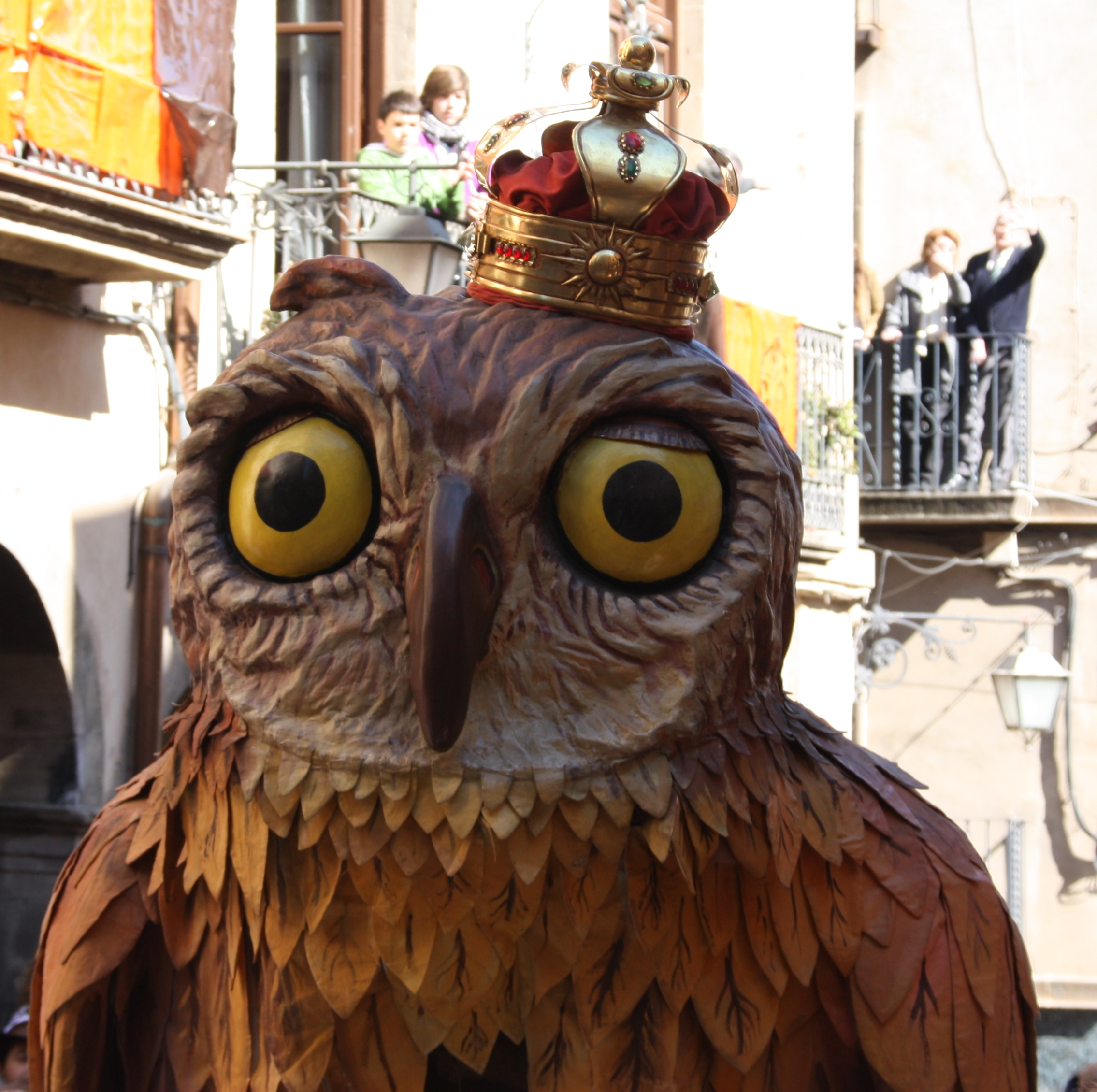
Xot, xut o mussol (Xut de Solsona)
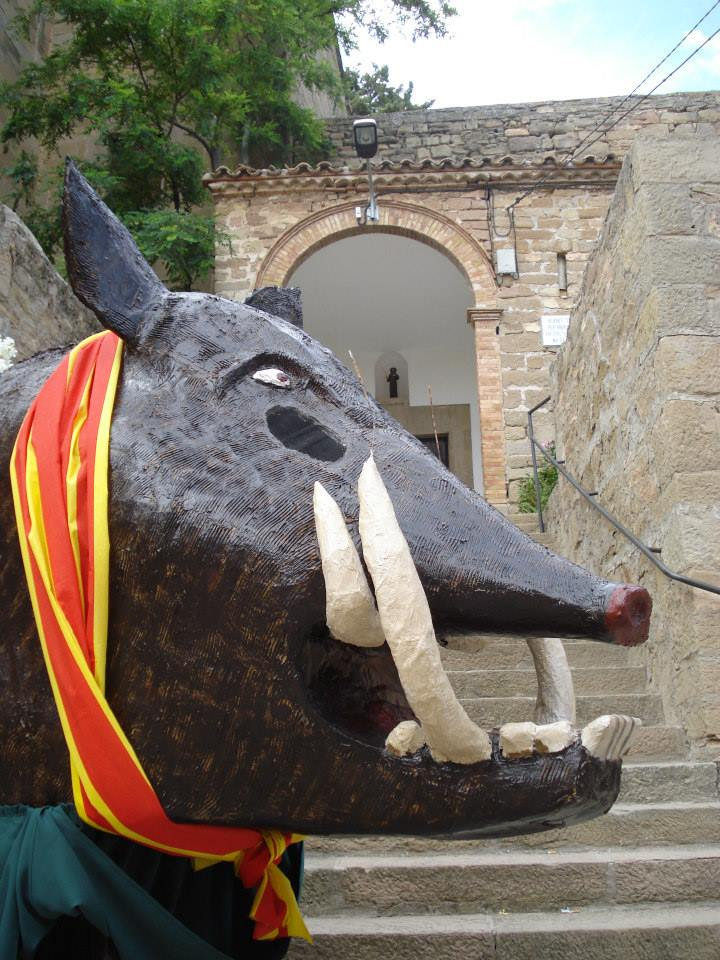
Senglar (Massaporc de Montclar d'Urgell)

### Animals fantàstics
- Basilisc: Segons la creença neix d'un ou de gall. Té cap, coll i pit de gall i cos de serp.[8]
- Cucafera: Ésser amb closca de tortuga gegant, i cap semblant al cocodril a la punta d'un coll extensible. Peta les dents d'una manera seguida que fa esporuguir la mainada. També pot ser una mena de drac -segons com una processionària molt grossa- no alat que s'arrossega per terra amb un nombre indeterminat de potes.
- Drac: Bèstia de terra, aigua i aire, a Occident és associat amb lo maligne. Pot tenir diversos caps.[8]
- tarasca: animal amb cap de mico o llop i cos de tortuga
- Griu o grifó: Au més gran que existeix, té cos de lleó i cap i ales d'àguila.[8]
- Víbria: Drac identificat habitualment com la femella del drac, s'explica que quan es troba amb un home ben vestit, l'ataca i procura donar-li mort, mentre que si el troba nu, fuig atemorida. Pot tenir diversos caps i es diferencia del drac per tenir mamelles.[8]

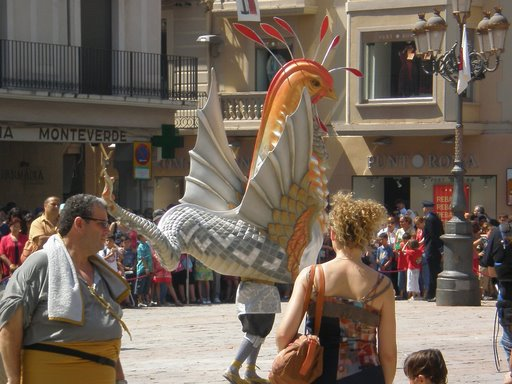
Basilisc (Basilisc de Reus)
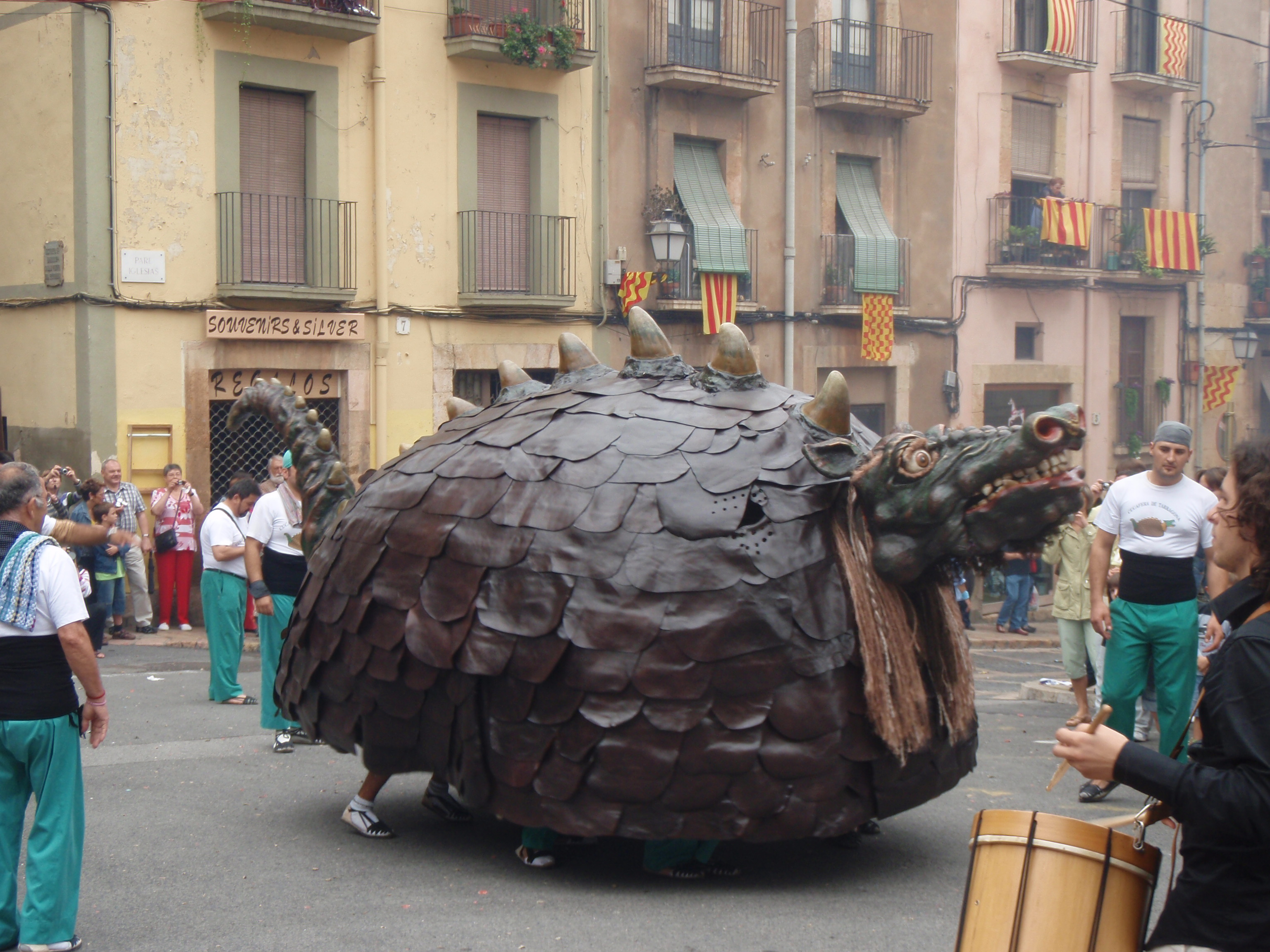
Cucafera (Cucafera de Tarragona)
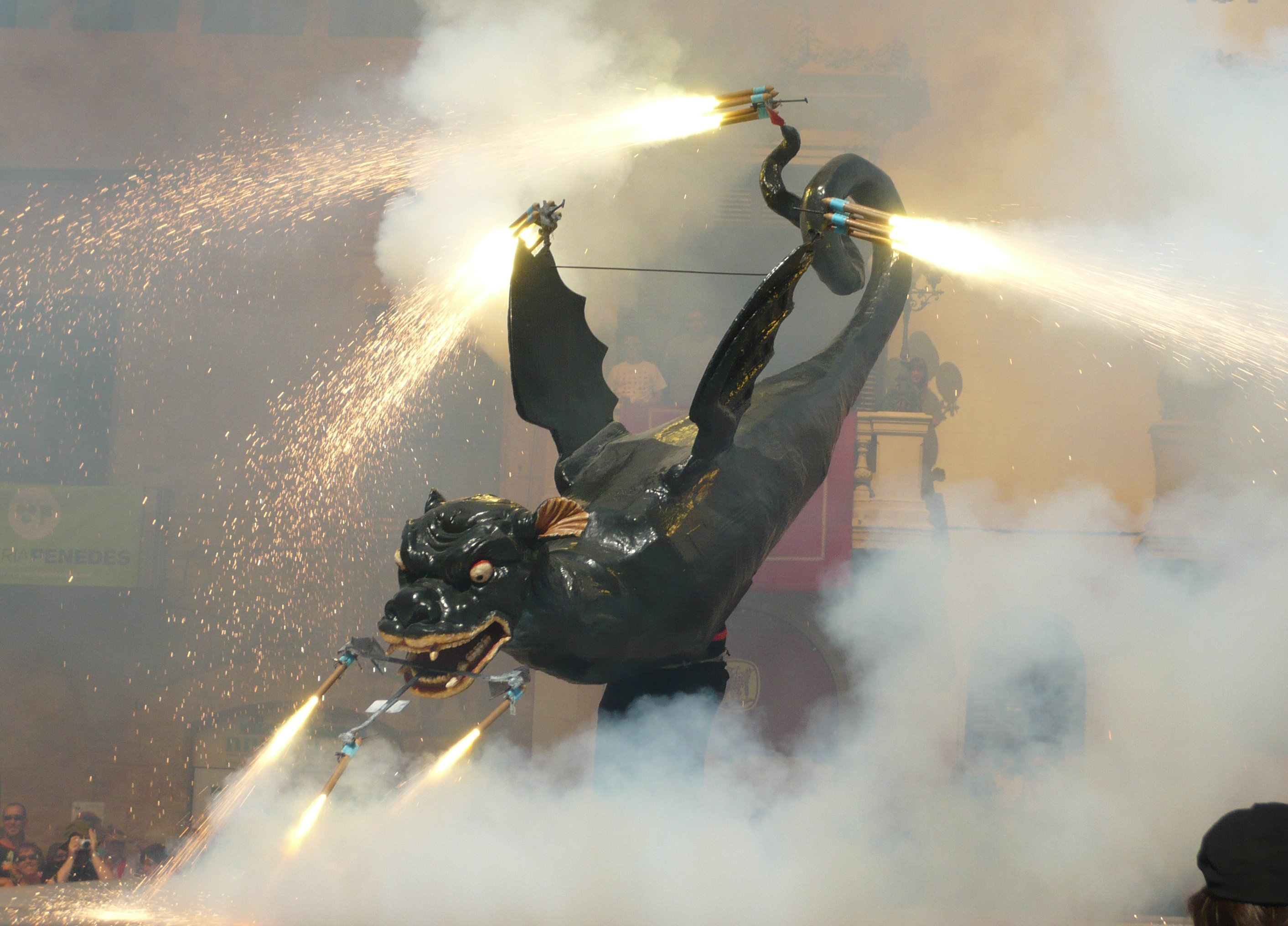
Drac (Drac de Vilafranca del Penedès)
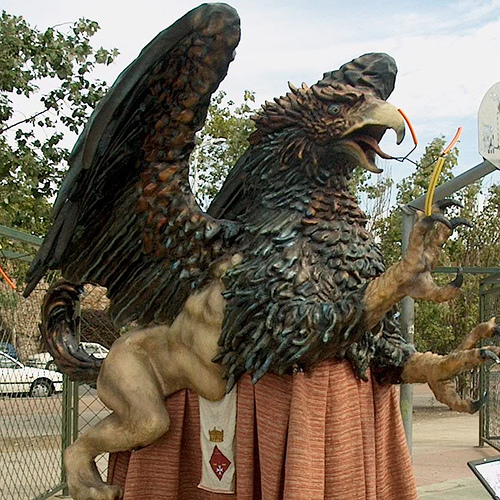
Griu (Griu d'Artesa de Lleida)
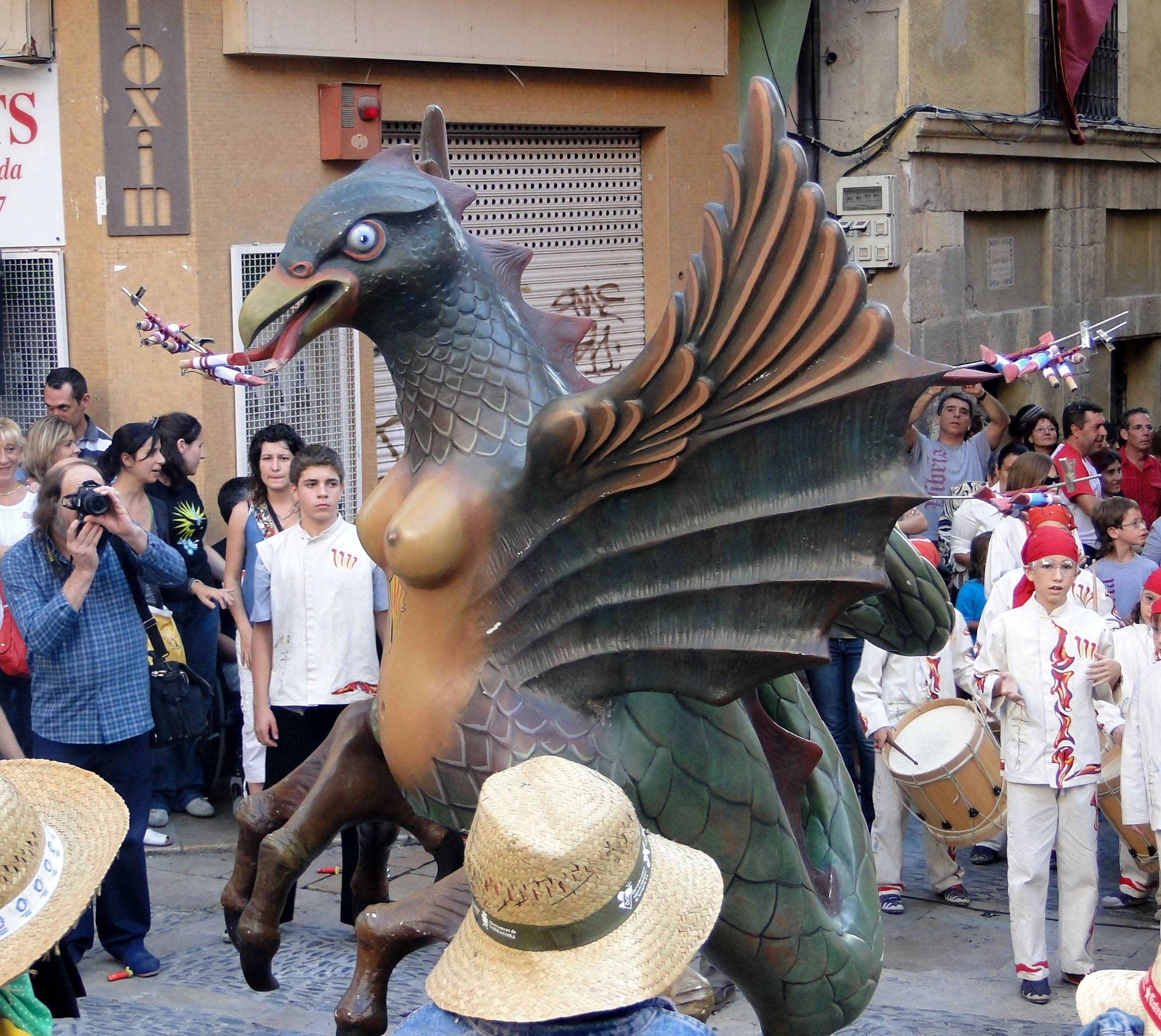
Víbria (Víbria de Tarragona)
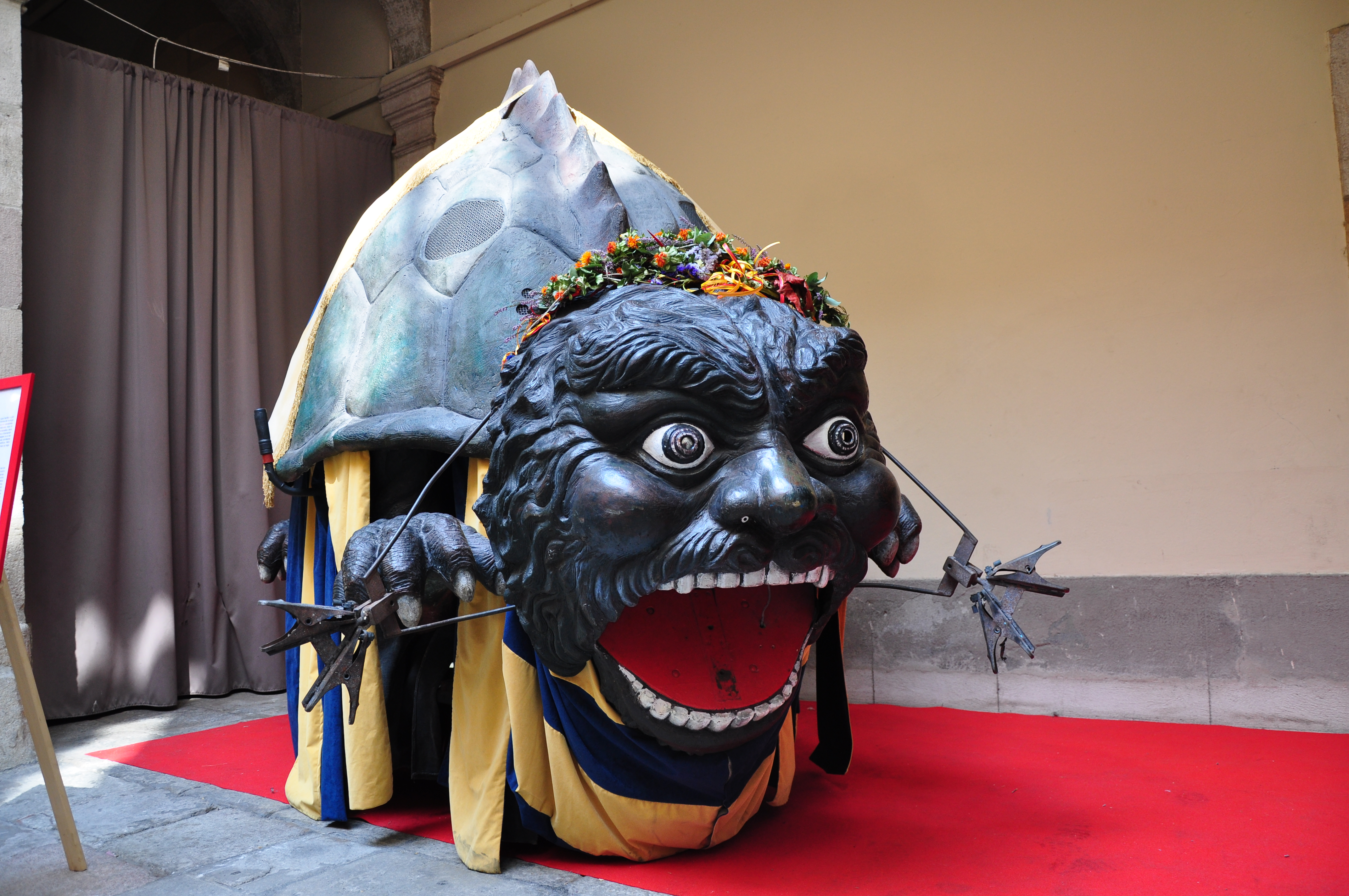
Tarasca (Tarasca de Barcelona)

## Agrupació del Bestiari Festiu i Popular de Catalunya

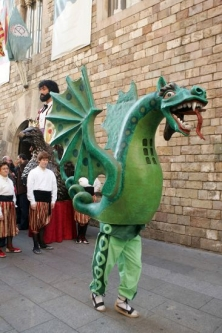
Drac de l'Agrupació del Bestiari

L'Agrupació del Bestiari Festiu i Popular de Catalunya (ABFPC) és una associació de l'àmbit catalanoparlant que agrupa 180 entitats de Catalunya, el País Valencià i la Catalunya Nord, incloent més de 300 figures del bestiari festiu popular. Té la seu a Vilafranca del Penedès (Alt Penedès).
L'agrupació representa el "Món del Bestiari" i es va fundar el 24 de novembre de 1996 per proveir als grups d'ajuda tècnica i informació, com també de plataforma per la recerca i canal de comunicació del creadors, comissions i usuaris.
L'entitat, conjuntament amb la Federació de Diables i Dimonis de Catalunya, va redactar un manifest en contra de la Directiva 2007/23/CE del Parlament Europeu que amenaçava el futur de la Cultura del Foc.